# چکاوک‌های تنومند
چکاوک‌های تنومند (نام علمی: Melanocorypha) نام یک سرده از تیره چکاوک است.

## گونه‌ها
- چکاوک گندم‌زار, Melanocorypha calandra
- طرقه, Melanocorypha bimaculata
- چکاوک تبتی, Melanocorypha maxima
- چکاوک مغولی, Melanocorypha mongolica
- چکاوک بال‌سفید, Melanocorypha leucoptera
- چکاوک سیاه, Melanocorypha yeltoniensis